# フレデリック・バートレット
フレデリック・チャールズ・バートレット（Sir Frederic Charles Bartlett、1886年10月20日 - 1969年9月30日）は、イギリスの心理学者。認知心理学の先駆者の一人。ケンブリッジ大学名誉教授。

## 人物
1931年から1951年までケンブリッジ大学において実験心理学の教授を務めた。第二次世界大戦下の1944年、ケネス・クレイクとともに医学研究評議会（MRC:Medical Research Council）の応用心理学部門（APU:Applied Psychology Research Unit）設立にあたり、1945年にはクレイクの死去により、あとを継いでその責任者となった。1948年にはイギリス空軍への貢献によりナイトの称号を授与された。
記憶、知覚、思考の実験的研究で知られるが、社会心理学の視点に立った日常的文脈のなかでの研究を指向した。エビングハウス以来の無意味材料を用いた記憶研究に対し、有意味材料を用いた記憶変容の実験を通してスキーマの概念を提唱。現代の認知心理学研究にも大きな影響を与えている。

## 著書
- Exercises in logic (Clive, London, 1922)
- Psychology and primitive culture (Cambridge University Press, Cambridge, 1923)
- Psychology and the soldier (Cambridge University Press, Cambridge, 1927)
- Remembering (Cambridge University Press, Cambridge, 1932)
- The problem of noise (Cambridge University Press, Cambridge, 1934)
- Political propaganda (Cambridge University Press, Cambridge, 1940)
- Religion as experience, belief, action (Cumberledge, London, 1950)
- The mind at work and play (Allen and Unwin, London, 1951)
- Thinking (Basic Books, New York, 1958)

## 受賞歴
1932年に王立協会フェローに選出され、同協会から1952年にロイヤル・メダル、1956年にクルーニアン・メダルを受賞。王立人類学研究所から1943年トーマス・ハックスリー記念賞受賞。